# سارق روح (مجموعه تلویزیونی)
سارق روح مجموعه‌ای تلویزیونی به کارگردانی احمد معظمی و به تهیه‌کنندگی ابوالفضل صفری است که در ژانر معمایی برگرفته از یک ایده پژوهش محور است که به موضوع امنیت نرم و آسیب‌های اجتماعی می‌پردازد. محور اصلی سریال تلاشهای دستگاه امنیتی برای بررسی علمی و مقابله با پدیده گروه‌های شبه‌عرفانی و حلقه‌های شبه‌دینی جدید است.
این مجموعهٔ تلویزیونی سال ۱۳۹۶ در گروه فیلم و سریال شبکه‌ پنج سیما تهیه و تولید شد و همان سال به صورت هفتگی (جمعه ها) از شبکه ۵ پخش شد. تیتراژ پایانی این سریال را کاوه آفاق خوانده‌است.
همچنین این سریال از شبکهٔ سوم سیما در خرداد ۱۳۹۷  بازپخش شده است. 
سید محمود علوی، وزیر سابق اطلاعات، اذعان کرد که این سریال  محصول وزارت اطلاعات است.

## خلاصه داستان
نادر عابدی (دانیال حکیمی) استاد دانشگاه و بازنشسته وزارت اطلاعات است که نگاهش به پدیده‌های اجتماعی نگاه پژوهشی و علت و معلولی است به همین خاطر دوباره به محل کار خود بازمی‌گردد و بررسی پرونده‌هایی را می‌پذیرد در این میان تیمی که وی را در این مأموریت‌ها همراهی می‌کند، دانشجوهای خودش هستند و نگاه موشکافانه‌ای به پرونده‌ها دارد. 
او به همراه تیم خود موضوع گروه‌ها و حلقه‌های شبه عرفانی جدید را انتخاب کرده و سعی به بررسی همه جانبه این موضوع و علل گرایش افراد به این گروه‌ها را دارند. آن‌ها یکی از اعضای گروه به نام وحید (علیرام نورایی) را به شکل نفوذی وارد حلفه می‌کنند تا به اسرار داخلی این گروه پی ببرند. سریال سرنوشت چند نفر از فریب خورده‌ها را پی‌گیری می‌کند و ...

## نقد
سریال دو هدف عمده را دنبال می‌کند: هدف اول ارائه تصویری مقتدر، مثبت و انسانی از وزارت اطلاعات است. اولین بار است که سیاست گمنام بودن کنار گذاشته شده و سربازان گمنام امام زمان با اسم و شخصیت و چهره‌هایی معمولی و شبیه به نرم جامعه نمایش داده می‌شود. 
هدف دوم القای نگاه امنیتی به پدیده عرفانهای جدید و ارائه تصویری شیطانی، رمز و رازگونه و زیرزمینی از این گروههاست. و به همین خاطر است که  وزارت اطلاعات وظیفه برخورد و متلاشی کردن هسته‌های اصلی و رهبری این فرقه‌ها را به عهده گرفته و در واقع خط مقدم مبارزه با این جریان را در دست دارد. با وجود این که خیلی سعی شده‌است که پدیده عرفانهای جدید با دقت تحلیل و نشان داده شود اما متأسفانه سریال در این زمینه کاملا سطحی است و به جای بررسی علتها به معلول می‌پردازد.
سوالاتی مانند این که چه معضلات و آسیبهای اجتماعی باعث احساس تنهایی و بی پناهی افراد و پناه آوردن به چنین فرقه‌ها و محافلی می‌شود ؟ عامل بی هویتی نسل جدید کدام است؟ چرا نهادهای رسمی دینی با قرائت سنتی خود از دین در جذب حداکثری افراد ناموفق و ناتوان بوده اند؟ سوالاتی است که در سریال جواب داده نمی‌شود.

## بازیگران
- دانیال حکیمی
- محمود پاک‌نیت
- ابوالفضل همراه
- علی‌رام نورایی
- متین ستوده
- ساناز سعیدی
- نگین معتضدی
- بهرام ابراهیمی
- شیوا خسرومهر
- ایرج نوذری
- الهام طهموری
- سجاد دیرمینا
- آرین اویسی
- الناز حبیبی
- ویدا جوان
- کریم امینی
- علیرضا جلالی‌تبار
- شیما جعفرزاده
- حدیث سادات مدنی
- آرش تاج تهرانی
- مجید واشقانی
- کمند امیرسلیمانی
- ساغر عزیزی
- حمیدرضا هدایتی
- بهنوش بختیاری
- افسانه ناصری
- نرگس امینی
- محمد عمرانی
- مرتضی کانتوری
- یغما یارعلی
- نبی الله پیرهادی
- کامبیز منصف
- آدرینا توشه

## جستار های وابسته
- ترور خاموش